# Paso del Rey
Paso del Rey är en ort i Argentina.   Den ligger i provinsen Buenos Aires, i den centrala delen av landet, 40 km väster om huvudstaden Buenos Aires. Paso del Rey ligger 15 meter över havet och antalet invånare är 41 668.
Terrängen runt Paso del Rey är mycket platt. Runt Paso del Rey är det mycket tätbefolkat, med 3 369 invånare per kvadratkilometer.. Närmaste större samhälle är Merlo, 3,6 km öster om Paso del Rey.
Trakten runt Paso del Rey består till största delen av jordbruksmark.